# Хемпхил (Тексас)
Хемпхил (енгл. Hemphill) град је у америчкој савезној држави Тексас. По попису становништва из 2010. у њему је живело 1.198 становника.

## Демографија
Према попису становништва из 2010. у граду је живело 1.198 становника, што је 92 (8,3%) становника више него 2000. године.
| Група             | 2000.       | 2010.       |
| Белци             | 836 (75,6%) | 946 (79,0%) |
| Афроамериканци    | 186 (16,8%) | 131 (10,9%) |
| Азијати           | 0 (0,0%)    | 8 (0,7%)    |
| Хиспаноамериканци | 62 (5,6%)   | 86 (7,2%)   |
| Укупно            | 1.106       | 1.198       |